# Municipio de Chocholá
Chocholá es uno de los 106 municipios que constituyen el estado mexicano de Yucatán. Se encuentra localizado al oeste del estado, aproximadamente a 21 kilómetros al suroeste de la ciudad de Mérida.
Cuenta con una extensión territorial de 99.64 km². Según el II Conteo de Población y Vivienda de 2005, el municipio tiene 4,339 habitantes, de los cuales 2,205 son hombres y 2,135 son mujeres. Su nombre se interpreta como "Agua Salobre".

## Ubicación
Chocholá se localiza al oeste del estado entre las coordenadas geográficas 20º 41’ y 20º 49’ de latitud norte, y 89° 49’ y 89° 65’ de longitud oeste; a una altitud promedio de 14 metros sobre el nivel del mar.
El municipio colinda al norte con los municipios de Samahil y Umán; al sur con Kopomá; al este con Umán y al oeste con Maxcanú y Samahil. El municipio está ubicado en la denominada zona henequenera de Yucatán.

## Orografía e hidrografía
En general posee una orografía plana, no posee zonas accidentadas de relevancia; sus suelos se componen de rocas escarpadas, su uso es ganadero, forestal y agrícola. El municipio pertenece a la región hidrológica Yucatán Norte. Sus recursos hidrológicos son proporcionados principalmente por corrientes subterráneas; las cuales son muy comunes en el estado; se registran 6 cenotes en el interior del municipio, pero en los montes aledaños pertenecientes al ejido se encuentra una gran cantidad de cenotes y aguadas entre las más destacadas tenemos: Sac-Nicté, Xtabai, Noh-né, Copo-Balam, Yaxhá, entre otros.

## Clima
Su principal clima es el cálido subhúmedo; con lluvias en verano y sin cambio térmico invernal bien definido. La temperatura media anual es de 26.8°C, la máxima se registra en el mes de mayo y la mínima se registra en enero. El régimen de lluvias se registra entre los meses de mayo y julio, contando con una precipitación media de 1200 milímetros.

## Sitios de interés
- Exhacienda de Chocholá.
- Templo de la Purísima Concepción.
- Yacimientos mayas.

## Fiestas
Fiestas civiles
- Aniversario de la Independencia de México: 16 de septiembre.
- Aniversario de la Revolución mexicana: El 20 de noviembre.

Fiestas religiosas
- Semana Santa: jueves y viernes santos.
- Día de la Santa Cruz: 3 de mayo.
- Fiesta en honor de la virgen de Guadalupe: 12 de diciembre.
- Día de Muertos: 2 de noviembre.
- Fiesta en honor del Cristo del Amor: del 24 al 30 de septiembre.

## Gobierno
Su forma de gobierno es democrática y depende del gobierno estatal y federal; se realizan elecciones cada 3 años, en donde se elige al presidente municipal y su gabinete. 
El municipio cuenta con 15 localidades, las cuales dependen directamente de la cabecera del municipio, las más importantes son:  Chocholá (cabecera municipal), San Antonio Chablé, El Roble, Tch'een-Men, El Limonar, Doroteo Arango, Misko, San Luis Dos, Santa María, Xamán Ek y San Luis Cuatro